# Maria Delaperrière
Maria Delaperrière, née Korcala, docteur d'État et professeur des universités, est enseignante directeur de recherche, critique et théoricienne, dans les domaines de la culture et des langues slaves, c'est notamment une spécialiste de la littérature polonaise. De 1984 à sa retraite, elle est responsable de la section de polonais de l'INALCO.
Sous sa direction sont parus des ouvrages visant à diffuser un savoir universitaire concernant les auteurs polonais. Elle publie également en Pologne.

## Biographie
Maria Korcala, est née en Pologne, à Cracovie, le 9 mai 1941.
Elle fait un troisième cycle universitaire à l'université Paris Sorbonne-Paris IV, et obtient le doctorat en 1975 en soutenant sa thèse intitulée « Jan Brzękowski au carrefour des différentes tendances poétiques en France et en Pologne ». Ce cycle est poursuivi par la préparation d'un doctorat d'État, qu'elle obtient, en 1984, avec la thèse, « Aux sources des nouvelles structures de l'imagination poétique en Pologne (1918-1930); étude comparée à la lumière des tendances européennes ».

## Fonctions
- 1996-2005 Présidente de la Société française d’études polonaises (d) (SFEP)[5].
- 1998-2005 Présidente du jury de l'agrégation de polonais
- 1998-2007 Directrice du Centre d’études de l’Europe médiane (CEEM) au sein de l'INALCO
- Membre du Comité de la Revue des études slaves[6]
- Secrétaire générale de la Société historique et littéraire polonaise[7]

## Publications
Liste non exhaustive.
- 1991 - Les avant-gardes polonaises et la poésie européenne : étude sur l’imagination poétique, préface de Jan Blonski, 1991, 320 p.  (ISBN 2-7204-0253-2)
- 2002 - Slowacki aujourd’hui, (sous la direction de), Institut d'Études Slaves, 243 pages.   (ISBN 2-7204-0359-8)
- 2005 - La littérature face à l'histoire: discours historique et fiction dans les littératures est-européennes, collection Aujourd'hui l'Europe, éditions L'Harmattan, 359 p.  (ISBN 9782747580427)
- 2008 - La Littérature polonaise à l'épreuve de la modernité,  Institut d'Études Slaves[8], coll. « Travaux »,  Paris, 2008, 480 p.  (ISBN 978-2-7204-0440-5)
- 2009 - Joseph Conrad, un Polonais aux confins de l’Occident, (sous la direction de), coédition IES et Société historique et littéraire polonaise, Paris, 2009, 272 p.  (ISBN 978-2-7204-0450-4)

## Hommages
- Chevalier de l’ordre du Mérite de la République de Pologne (2004)
- Membre de Académie polonaise des Sciences (PAN) (membre étranger - élection juin 2005)